# 배꼽 (영화)
"배꼽"은 2013년에 개봉한 대한민국의 영화이다.

## 캐스팅
- 김승우 : 상용 역
- 이미숙 : 혜경 역
- 천호진 : 정민 역
- 김효진 : 윤정 역
- 지서윤 : 호텔리어 딸 역
- 예학영 : 대학생 아들 역
- 노준혁 : 서지호 역
- 유태웅
- 이희석
- 임현경
- 차도진